# Basilica di San Giovanni Battista (Busto Arsizio)
La basilica collegiata prepositurale di San Giovanni Battista è uno dei principali luogo di culto cattolico di Busto Arsizio, dedicato a uno dei santi patroni della città. Come la chiesa di San Michele Arcangelo, anche questo edificio sorge sui resti di una cappelletta longobarda di circa otto metri di larghezza.
Nel 1948 la chiesa è stata elevata alla dignità di basilica minore.
Il campanile a base quadrata, in muratura a vista, risale al periodo tra il 1400 e il 1418; costituisce la parte più antica dell'edificio attuale.

## Storia
È una delle più importanti opere barocche della provincia di Varese. Realizzata su disegno di Francesco Maria Richini, la prima pietra della nuova basilica venne posata il 26 maggio 1609, ma la prima funzione si celebrò solo nel 1614, a lavori ancora non ultimati, in occasione della festa patronale. Dai registri della Fabrica di S. Giovanni e sulla base delle cronache del curato Pietro Antonio Crespi Castoldi, sappiamo che dal 1609 al 1613 furono rimosse le ossa del vecchio cimitero presso il campanile della chiesa e furono gettate le fondamenta perimetrali, a cui seguì la costruzione della cappella dedicata a Sant'Ambrogio. Le absidi della chiesa antica furono abbattute nel 1610 e la cappella maggiore fu realizzata tra il 1611 e il 1612. Il transetto fu ultimato nel 1614 e le cappelle dello stesso furono subito utilizzate per la celebrazione delle funzioni religiose. Le fondamenta della nuova facciata furono posate nel marzo 1616 e nello stesso nno furono realizzate la cappella di San Carlo e quella delle Reliquie. I lavori proseguirono a rilento per diversi motivi, tra cui la peste del 1630, e la cupola venne ultimata nel 1635, dopo 26 anni dall'inizio dei lavori.
La basilica venne consacrata nel 1646 (o 1640) dal vescovo di Bobbio Monsignor Francesco Maria Abbiati.

## Descrizione

### Esterno

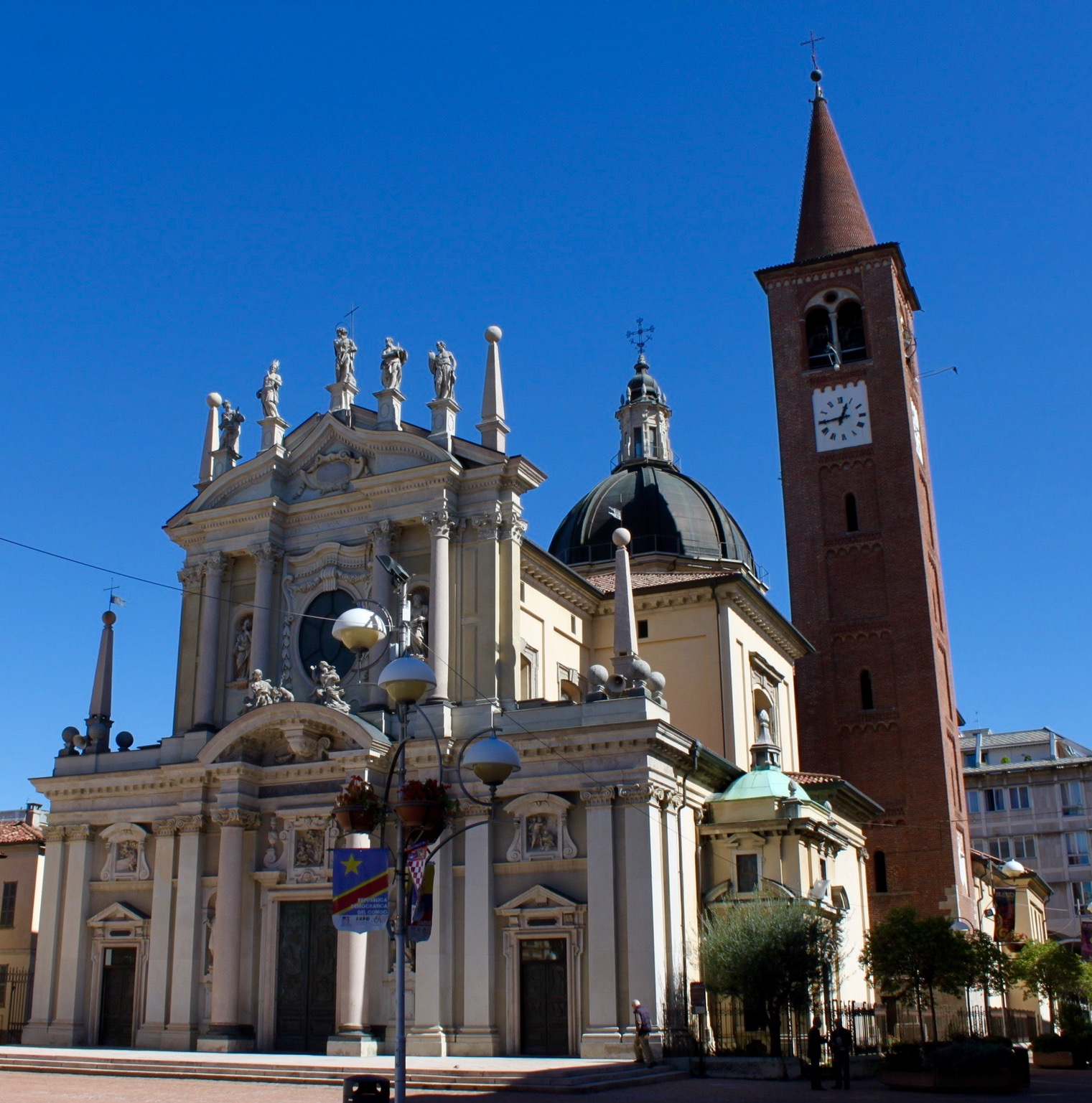
Facciata della Basilica

#### La facciata
L'imponente facciata è costituita da un ordine inferiore di lesene binate ioniche, un protiro con frontone arcuato, porte di rame e bronzo con bassorilievi raffiguranti la vita di San Giovanni Battista (opera di Enrico Astorri del 1908), statue di Sant'Ambrogio, San Carlo Borromeo, Fede e Carità e altre innumerevoli opere risalenti a varie epoche.
Tuttavia la facciata risultava ancora incompleta: la parte superiore venne completata fra il 1699 e il 1701 da Domenico Valmagini, il quale vi inserì un grande finestrone ovale, un frontone spezzato a doppia curvatura, le statue di San Pietro, San Paolo e di quattro profeti (tutte opere di Giovanni Pozzi), e la statua centrale di San Giovanni Battista (di Siro Zanelli), che rappresenta il punto più alto della facciata.

#### Il campanile

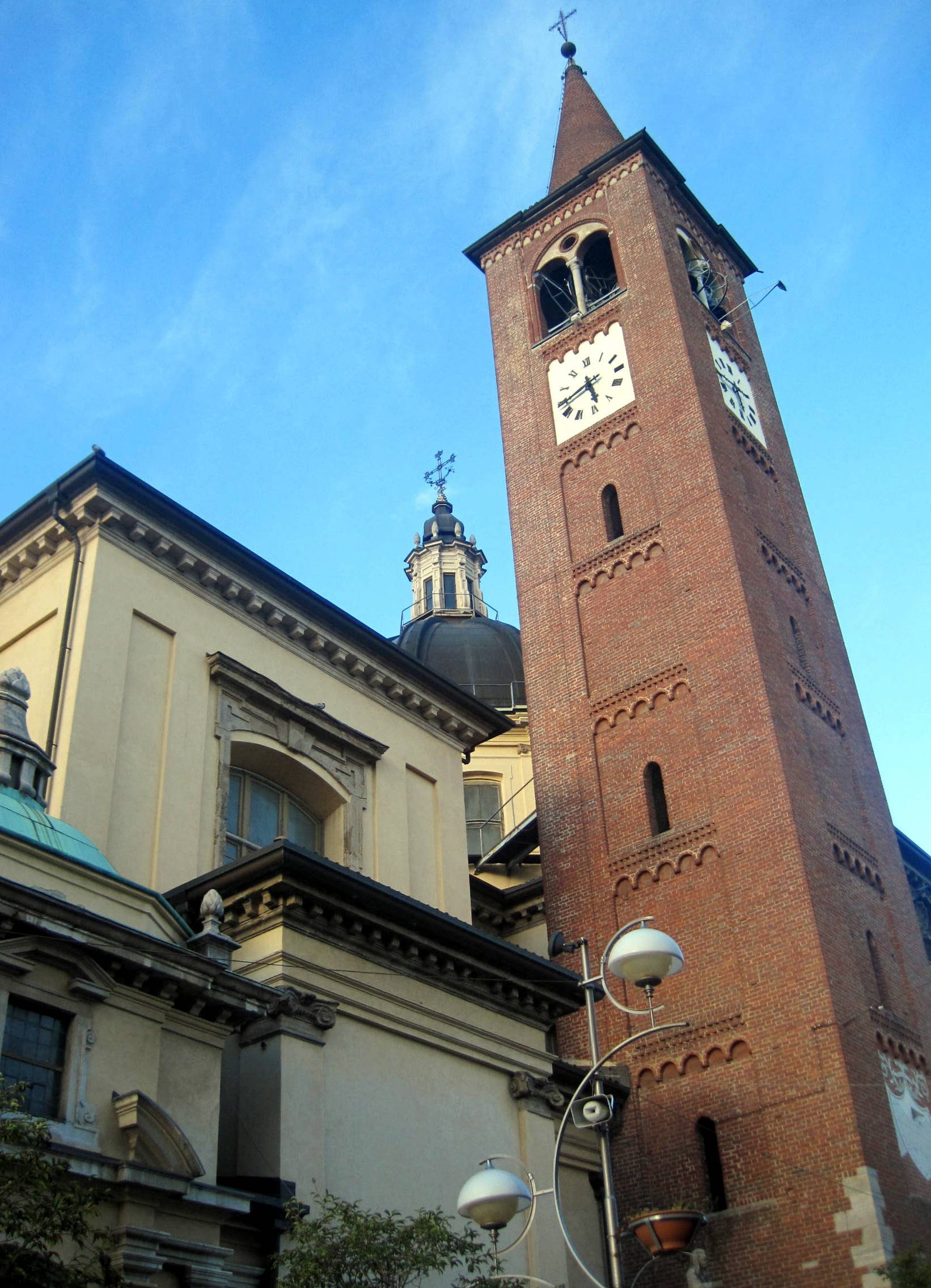
Il campanile della basilica

Edificato nei primi anni del XV secolo, il campanile della basilica fu realizzato per due motivi: uno, ovviamente, religioso, in quanto nel 1400 il borgo di Busto Arsizio stava vivendo un periodo di pestilenze che aumentò la commozione religiosa al punto di realizzare un'opera concreta simbolo di devozione dei bustocchi. Il secondo era militare: la costruzione del campanile fu, infatti, finanziata in parte dal Comune, in quanto sarebbe potuto essere utilizzato come torre di avvistamento a scopo difensivo, in quanto la chiesa si trovava non lontano dal centro del rettangolo delle fortificazioni. Nel 1409 venne fusa e collocata sul campanile la campana maggiore, mentre la costruzione fu ultimata nel 1418, anno della venuta di papa Martino V a Milano per la consacrazione dell'altare maggiore del Duomo. Il costruttore fu Pietro Francesco Crespi Castoldi.

### Interno

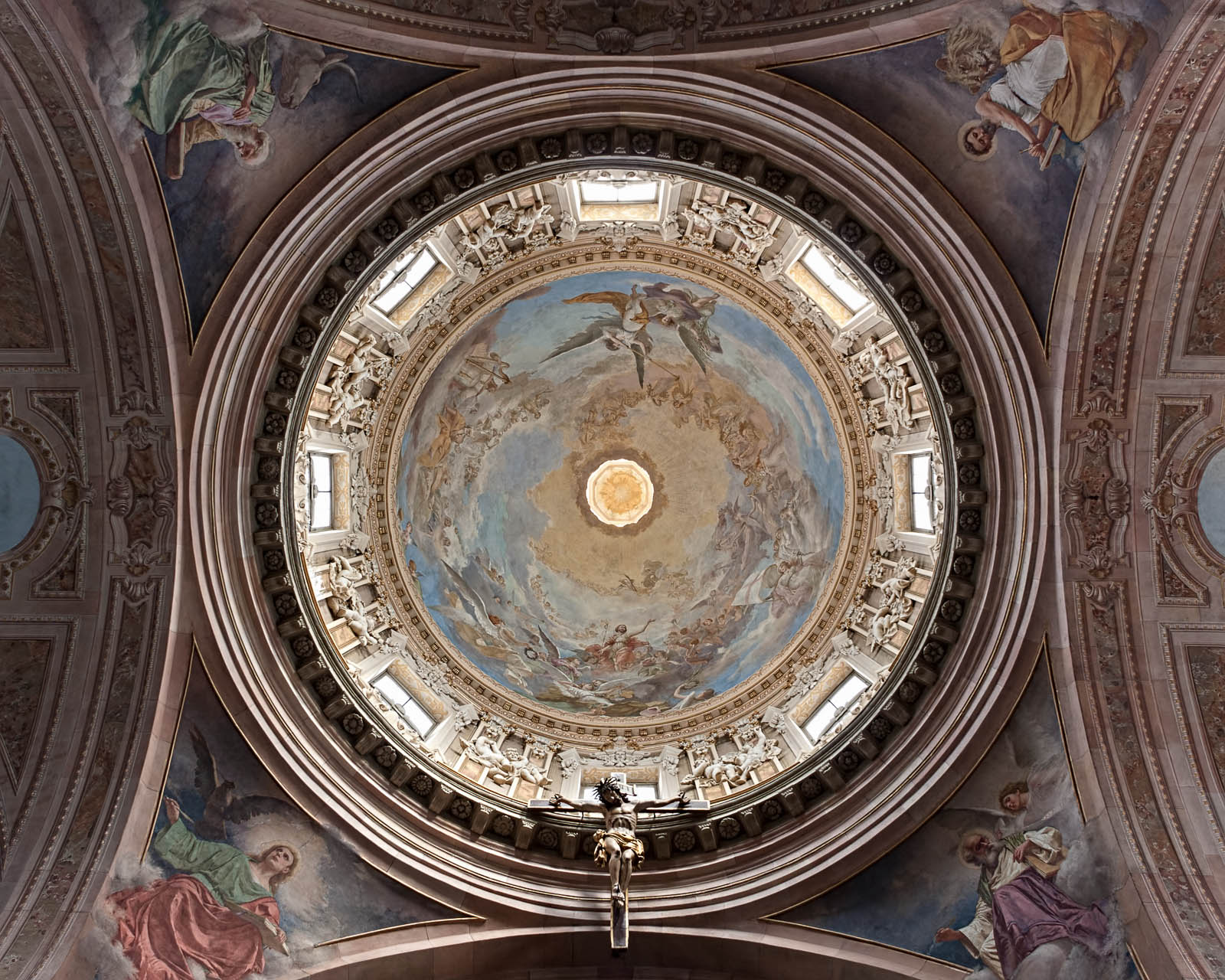
Gli affreschi della cupola

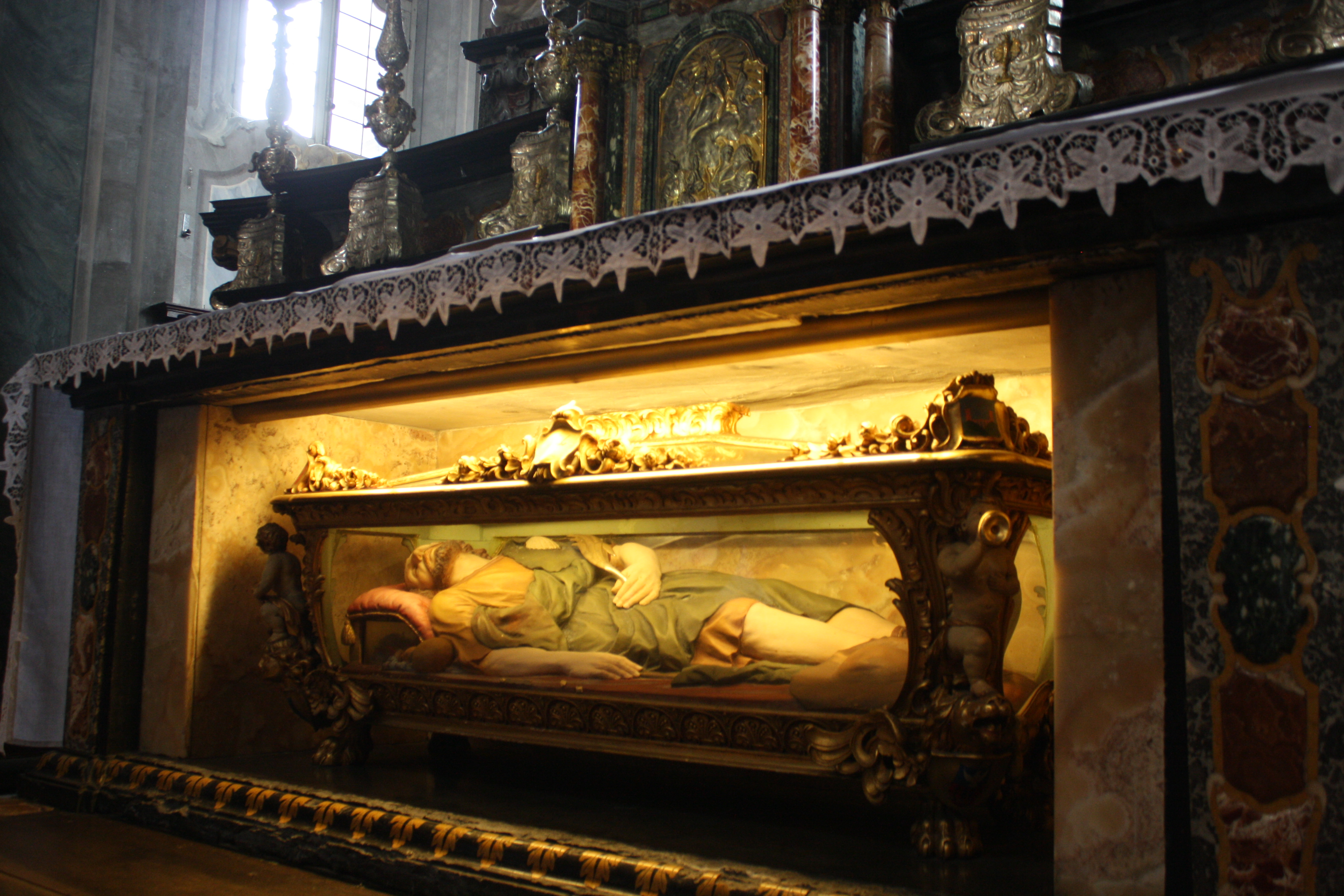
Le reliquie di San Sabino ai piedi dell'altare maggiore

All'interno la chiesa è coperta con volte a botte e a vela, le tre navate sono separate da file di piloni ionici e da colonne. Sotto gli archi sono appese grandi tele raffiguranti la vita di san Giovanni Battista, dipinte tra la fine del Seicento e i primi del Settecento da autori ignoti, con l'eccezione di Gesù con i discepoli del Battista e di Erodiade e Salomè con la testa del Battista, attribuite a Carlo Preda.
Il transetto sinistro ospita, invece, due affreschi del XVII secolo (Riposo durante la fuga in Egitto e Natività), attribuiti ad Antonio Crespi Castoldi. Più recenti (tra il 1904 e il 1923) sono le decorazioni con graniglia rosata e marmo variegato (di Giuseppe Cerami e Pirro Bottaro) e gli affreschi della cupola (Glorificazione del Battista), dei pennacchi (Evangelisti) e delle volte (Beata Giuliana e beato Bernardino, Immacolata Concezione, L'eucaristia e Il papato) e del transetto minore (quattro profeti) tutte opere di Carlo Grossi, nonché la Via Crucis in bronzo e i portali di Enrico Astorri (1908). Risalgono invece al Settecento le opere in legno scolpito come i pulpiti, il coro e la bussola. Nell'arco di otto anni, tra il 1757 e il 1765, Biagio Bellotti realizzò gli affreschi della zona absidale della chiesa. Sulla volta del presbiterio è raffigurata la Gloria di San Sabino, nel catino absidale Il paradiso e sulla parete dell'abside Il battesimo di Gesù Cristo nelle acque del Giordano.
Ai lati delle finestre che si trovano sopra gli organi Biagio Bellotti dipinse quattro scritte, traccia evidente – e polemica – del suo lavoro nella basilica, dove svolgeva anche il ruolo di organista:
| (latino) «QUOD MUSICÆ IN PRÆCURSORIS DECOLLATI FESTO BIENNIO SILENTI NON CONTRIBUIT COMMUNITAS PICTORIS MENSÆ DONAVIT» (italiano) «CIÒ CHE HA RISPARMIATO PER LA MUSICA MANCATA PER DUE ANNI NELLA FESTA DELLA DECOLLAZIONE DEL PRECURSORE, IL COMUNE HA DATO PER LA MENSA DEL PITTORE» (latino) «BLASIUS BELLOTI HUJUS COLL[EGIA]TÆ CAN[ONI]CUS COMPATRITIOR[UM] BONÆ MENTIS AC FAB[RI]CÆ RECTORUM VOTA OBSECUTUS GRATIS PING[EBAT]» (italiano) «BIAGIO BELLOTTI, CANONICO DI QUESTA COLLEGIATA, ASSECONDANDO I DESIDERI DEI PATRIZI LOCALI DI BUONI SENTIMENTI E DEI FABBRICIERI, HA DIPINTO GRATIS» (latino) «D.O.M. AC PRÆCURSORI PATRONO SESE ET QUIDQUID PER BIENNIUM LABOR[UM] AC DICACITATUM PERTULIT PICTOR D[ICAVIT] MDCCLIX VII IDUS MARTIJ» (italiano) «A DIO OTTIMO MASSIMO E AL PRECURSORE CHE È PATRONO DEL BORGO IL PITTORE HA OFFERTO SE STESSO E CIÒ CHE DI FATICA E DI MALDICENZE HA SOPPORTATO PER DUE ANNI, 9 MARZO 1759» (latino) «STEPHANO OLGIATI OPTIMO CÆMENTARIO PICTOR P[OSUIT]» (italiano) «Il pittore vuole ricordare tale Stefano Olgiati, ottimo intonacatore.» |

#### Cappelle laterali

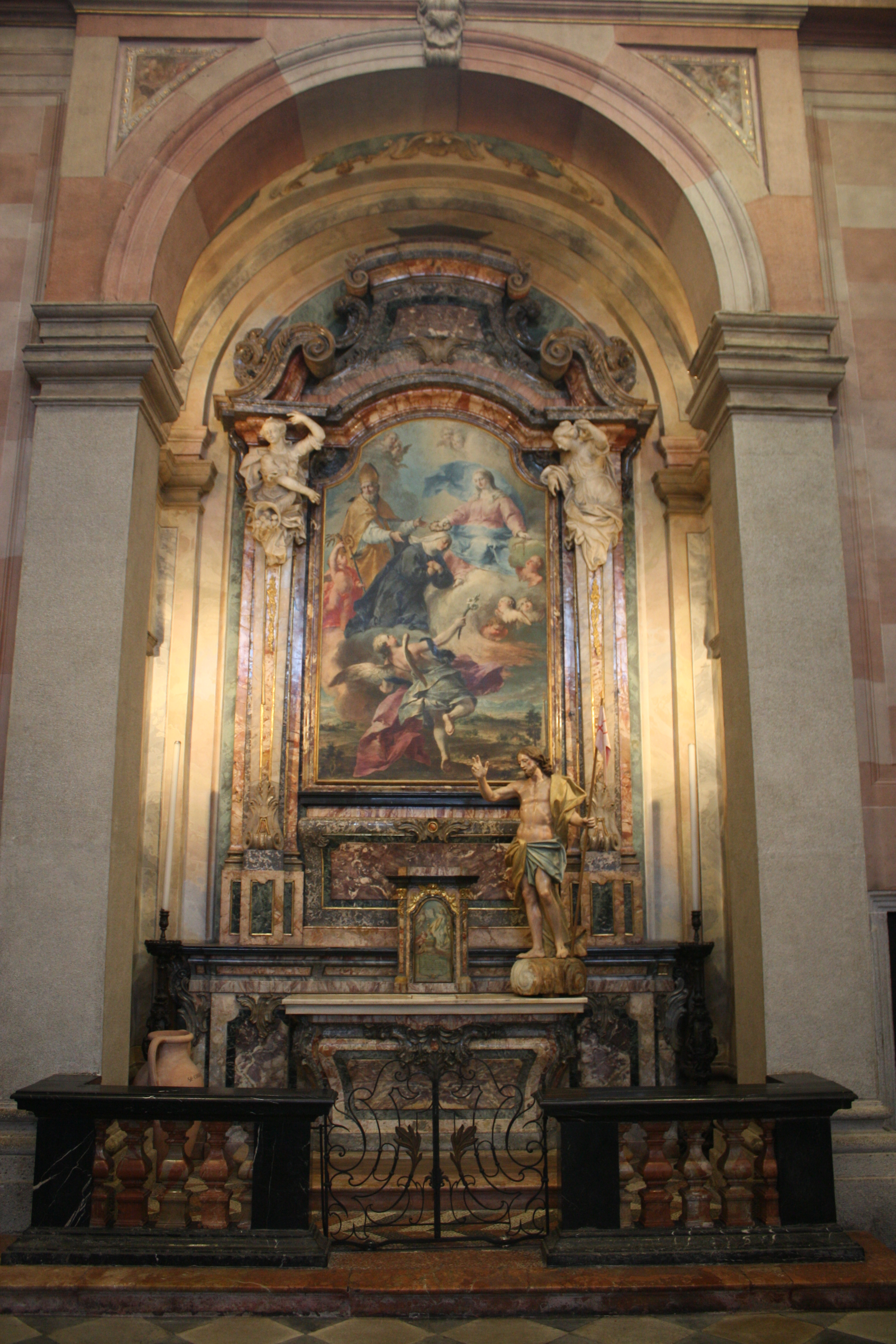
La cappella di San'Ambrogio e Beata Giuliana, opera di Biagio Bellotti

La basilica di San Giovanni Battista ha in tutto sei cappelle laterali:
- cappella di san Carlo Borromeo: è situata nella testata destra del transetto minore ed è contemporanea alla realizzazione della chiesa. Le tele e gli affreschi raffiguranti alcuni episodi della vita del santo sono di anonimi autori del Seicento ed è ornata da magnifici stucchi ;
- cappella delle Reliquie: è situata nella testata sinistra del transetto minore ed è anch'essa contemporanea alla realizzazione della basilica, ma inizialmente era dedicata agli apostoli e a san Francesco. Contiene reliquari di legno e tele raffiguranti il martirio di San Sabino, il Perdono d'Assisi di Claudio Feria e la Madonna con il Bambino (di Bernardino Lanino);
- cappella di Sant'Ambrogio e Beata Giuliana: venne realizzata nel 1780 da Biagio Bellotti e contiene una cornice con le figure della Fede e della Carità, una pala raffigurante l'Incoronazione della beata Giuliana alla presenza di Sant'Ambrogio (uno dei pochi dipinti bellottiani raffiguranti un paesaggio) e il tabernacolo con raffigurata la chiesa che mostra le reliquie della beata e la scritta Velum et indusium B[eatæ] Julianæ Virginis a Busto Arsitio (Velo e camicia della beata Giuliana da Busto Arsizio);
- cappella del Crocifisso: al suo interno si trovano affreschi di Francesco Maria Bianchi risalenti al 1727, un crocifisso del Settecento e il dipinto del 1623 Cristo morto adorato da San Domenico di Daniele Crespi;
- cappella di San Giuseppe (già dedicata ai santi Giovanni Evangelista, Gerolamo ed Orsola: presenta un altare in stile tardo-neoclassico di Pietro Olgiati (1856) e due affreschi (Miracolo di san Giovanni evangelista e Miracolo di sant'Orsola) del 1622 di Giovanni Francesco Lampugnani;
- cappella della Madonna: contiene una statua lignea dell'Immacolata, opera di Ambrogio Moioli (1905). Il cancelletto in ferro battuto è opera di Biagio Bellotti, originariamente collocato davanti all'altare del vicino battistero di San Filippo Neri.

#### Organo a canne

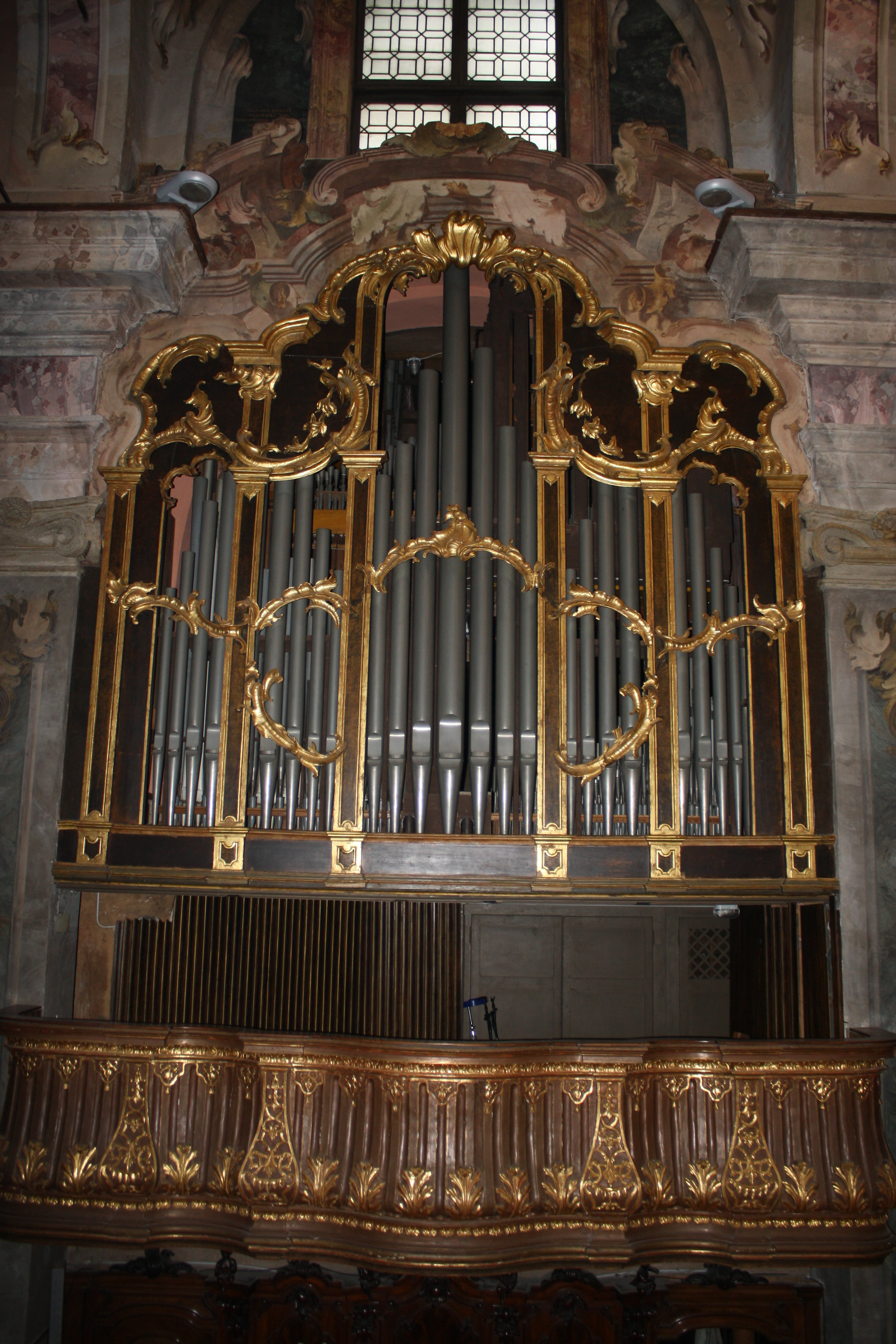
L'organo

Sulle due cantorie ai lati dell'altare maggiore, si trova l'organo a canne Mascioni opus 310 costruito nel 1912 e restaurato dalla stessa ditta negli anni cinquanta del Novecento e nel 2012.
Lo strumento, a trasmissione elettrica, ha la consolle alle spalle dell'altare, nel coro, avente tre tastiere di 61 note ciascuna e pedaliera concavo-radiale di 32 note.

### Il "mortorio"

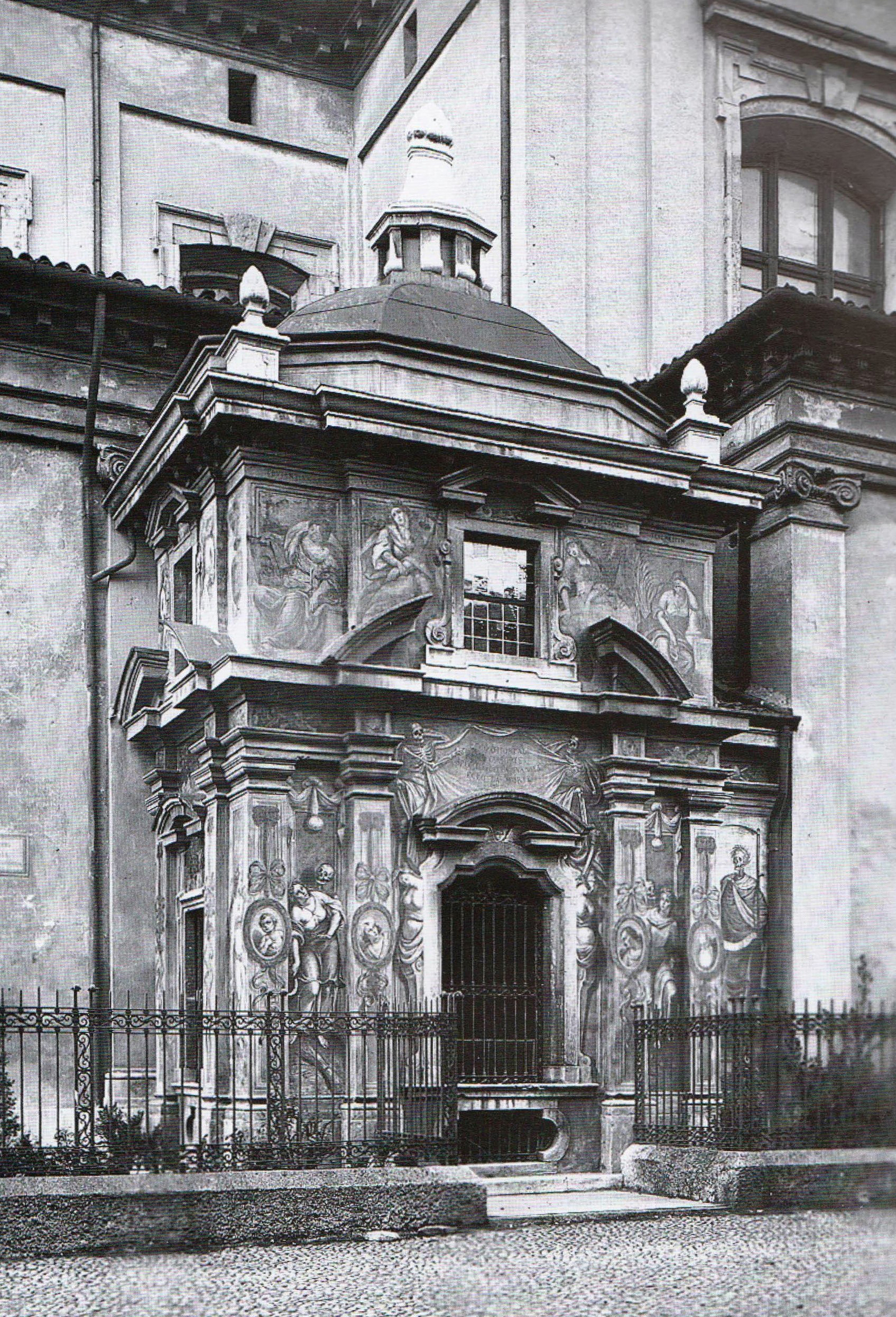
Il mortorio prima dell'asportazione degli affreschi

All'esterno della chiesa, sul fianco destro, si trova il "mortorio", un tempietto di autore ignoto, realizzato tra il 6 settembre 1689 e il 2 novembre 1692, che doveva ricordare ai passanti il mistero della morte, mediante esposizione dei teschi, ancor oggi visibili da via Milano. Al suo interno vi sono dipinti con angeli e simbolismi sulla Passione. Erano anche visibili dei dipinti all'esterno, opere dei fratelli Ambrogio Gelli, Francesco e Biagio Bellotti (quest'ultimo nonno dell'omonimo pittore bustocco), raffiguranti le età dell'uomo, i vari aspetti della morte, virtù, purgatorio e angeli piangenti, asportati nel 1975 e trasferiti all'interno della chiesa di San Gregorio Magno in Camposanto.
La cappella presenta un'architettura complessa, con quattro lesene sulla facciata meridionale (verso via Milano) e due su quella occidentale, due aperture dalle quali è possibile vedere le ossa poste nel vano inferiore, quattro finestre ed elaborate cornici. La sommità dell'edificio è coronato con pinnacoli e una cupola a base ottagonale inscritta in un'ellisse e coronata da una lanterna terminante con una pigna. Tutto l'insieme presenta molti richiami ad alcune peculiarità del barocco lombardo.
Benedetto Landriani, canonico di San Giovanni e finanziatore della realizzazione del mortorio, produsse una cronaca della costruzione della cappella, che è rimasta conservata presso la biblioteca capitolare di San Giovanni Battista. In questi documenti si ritrovano i nomi del capomastro Francesco Rusca, dello scalpellino Bernardo Giudice, e di altri artisti e artigiani che lavorarono all'edificio. Tuttavia non viene mai indicato il nome del progettista. Secondo l'architetto bustocco Augusto Spada, da un'analisi degli elementi decorativi e, soprattutto, del frontone trapezoidale delle due finestre superiori che non si ritrova in altri edifici della città e dei dintorni, è plausibile che Francesco Maria Ricchino avesse fornito i disegni, anche solo di massima, del mortorio, nonostante fosse morto più di trent'anni prima. Probabilmente questo salto temporale trentennale è dovuto al fatto che all'epoca della costruzione della chiesa le casse del comune e della parrocchia fossero esauste dopo le spese per l'imponente basilica, rinviando a tempi migliori la realizzazione del mortorio.

### I quadroni raffiguranti la vita del Battista
Lungo la navata centrale della chiesa possiamo notare otto quadri di grandi dimensioni raffiguranti la vita del Battista. Questo ciclo pittorico risale tra fine del seicento e gli inizi del settecento e fu probabilmente commissionato dalla famiglia Marliani. I quadri sono realizzati da pittori diversi. Le opere raffigurano:
- L'annuncio a Zaccaria attribuito a Carlo Preda
- La nascita del Battista opera di Donato Mazzolino
- Giovanni battista nel deserto con gli angeli di un pittore anonimo
- Morte di Elisabetta di Salvatore Bianchi
- Predica di Giovanni Battista di anonimo
- Gesu e gli apostoli di Giovanni Battista di Carlo Preda
- Decollazione del Battista opera di un pittore anonimo
- Salome con la testa del Battista sempre di Carlo Preda

## Bibliografia

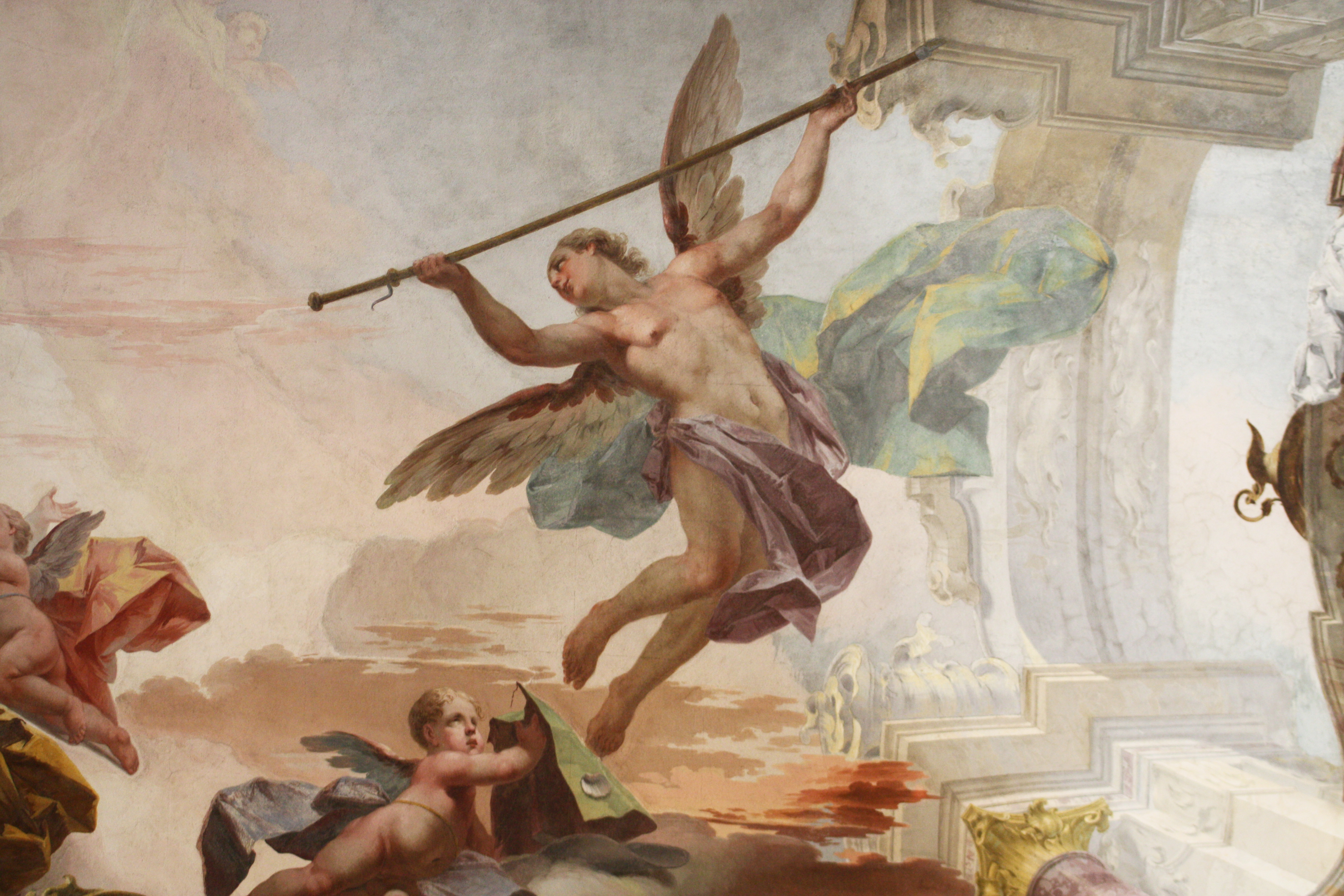
Dettaglio di uno degli affreschi di Biagio Bellotti